# Cheer Up, Boys (Your Make Up Is Running)
Singles de Foo Fighters
Long Road to Ruin
(2007) Let It Die
(2008)
Cheer Up, Boys (Your Make Up Is Running) est le troisième single du groupe de rock Foo Fighters issu de l'album Echoes, Silence, Patience and Grace sorti en 2007.

## Liste des titres
Toutes les chansons sont écrites et composées par Dave Grohl, Taylor Hawkins, Nate Mendel, Chris Shiflett.
| 1. | Cheer Up, Boys (Your Make Up Is Running) | 3:41 |
| 2. | Band on the Run (reprise de Wings)       | 5:09 |

## Membres du groupe lors de l'enregistrement de la chanson
- Dave Grohl - chant, guitare
- Chris Shiflett - guitare
- Nate Mendel - basse
- Taylor Hawkins - batterie